# Берёзка (Оленинский район)
Берёзка — деревня в Оленинском муниципальном округе Тверской области.

## География
Находится в юго-западной части Тверской области на расстоянии приблизительно 22 км на север по прямой от административного центра округа поселка Оленино.

## История
Деревня была отмечена ещё на карте Менде (состояние местности на 1848 год). В 1859 году здесь (деревня Ржевского уезда) было учтено 7 дворов, в 1941 году — 21. До 2019 года входила в состав ныне упразднённого Молодотудского сельского поселения.

## Население
Численность населения: 60 человек (1859 год), 16 (русские 100 %) в 2002 году, 9 в 2010.